# ロンドン会議 (1832年)
1832年のロンドン会議（ロンドンかいぎ、The London Conference）は、ギリシャで安定した政府を設立するために招集された国際会議である。列強3ヶ国（グレートブリテン及びアイルランド連合王国（イギリス）、フランス王国、ロシア帝国）間の交渉により、バイエルン王国のオットー王子の下でギリシャ王国が設立された。この決定は、1832年のコンスタンティノープル条約で批准された。条約は、以前に、その他バルカン半島の領土変更、セルビア公国の宗主国を認めたアッケルマン条約を受けたものだった。 

## 背景
ギリシャは、イギリス、フランス、ロシアの援助を受けて、ギリシャ独立戦争（1821年 - 1829年）でオスマン帝国から独立を勝ち取った。1830年2月3日のロンドン議定書で、列強三国は新興国家ギリシャの国境を割り当てた。しかし、ギリシャの大統領イオアニス・カポディストリアスがナフプリオで暗殺された際に、ギリシャ半島が混乱に陥った。列強は、戦争の正式な終結とギリシャで認められた政府を求めた。

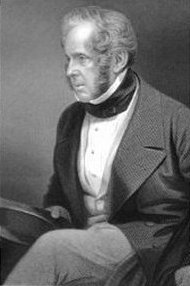
外務大臣として、パルマーストン伯爵はギリシャに深く興味を持っていた

## ロンドン会議
1832年5月、イギリス外務大臣のパーマストン子爵ヘンリー・ジョン・テンプルが、フランスとロシアの外交官を集めて「ギリシャが君主制であるべき」と決定した。会議においてバイエルン王国のオットー王子に即位するように提案された。また、王位継承の順序を定め、オットーの子孫、または彼に子がいない場合はその弟たちが王位を継ぐことになった。さらに、ギリシャ王位とバイエルン王位が同君連合によって統合されることは決してないと決定された。また、列強は君主制の共同保証人として、オスマン帝国の首都コンスタンティノープルに駐在する自国の大使に対し、ギリシャ独立戦争の終結を確実にするよう権限を与えた。
1832年7月21日、イギリス大使ストラトフォード・カニングとその他の代表が、コンスタンティノープル条約を締結し、アルタ・ヴォロス線沿いに新たなギリシャ王国の境界を定めた。